# Militärflugplatz Soesterberg

i7
i11
i13
Die Vliegbasis Soesterberg (IATA-Code: UTC, ICAO-Code: EHSB) war ein Militärflugplatz der Koninklijke Luchtmacht (KLu), den niederländischen Luftstreitkräften. Sie wurde jahrzehntelang auch von den United States Air Forces in Europe (USAFE) genutzt, die sie als Soesterberg Air Base bezeichneten. Die Basis liegt in der Provinz Utrecht am südwestlichen Zipfel des Gebiets der Gemeinde Soest, direkt nördlich des namensgebenden Ortes Soesterberg. Sie wurde 2008 geschlossen.
Ein Teil des Flugplatzes wird heute noch als Segelfluggelände genutzt. Der frühere Kasernenbereich der USAFE wird heute durch die Koninklijke Landmacht genutzt. Sie bezeichnen die Kaserne, wie seinerzeit auch die Amerikaner, als Camp New Amsterdam.

## Geschichte

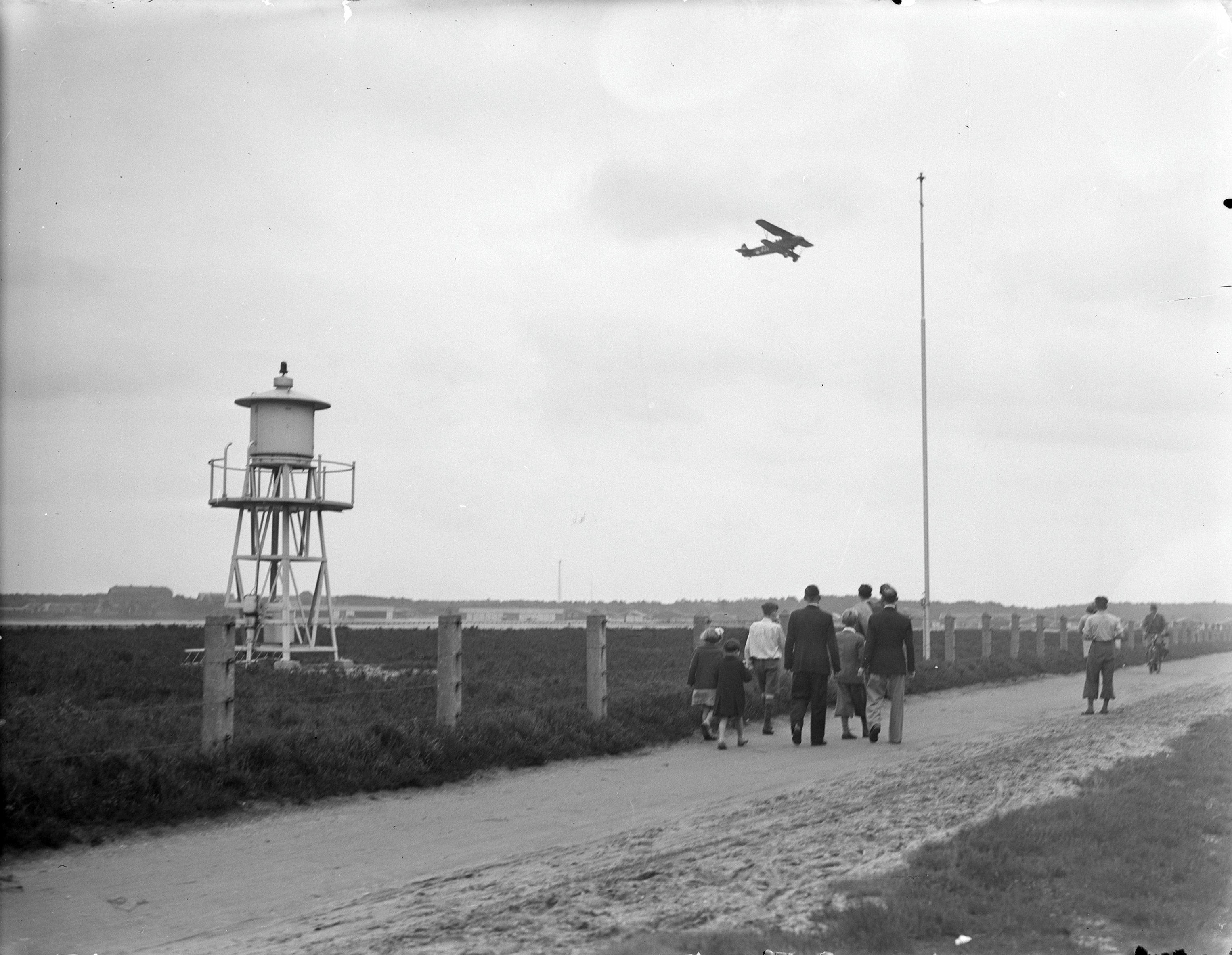
Vliegfeld Soesterberg, 1938

Der Flugplatz in Soesterberg entstand 1910 als privat betriebenes Flugfeld der Verwey & Lugard’s Automobiel-Maatschappij. Am 27. November 1910 fand dort eine der ersten Flugschauen der Niederlande statt. Nach dem Konkurs des Unternehmens übernahm das niederländische Heer 1913 den Flugplatz. Er war das erste Flugfeld des niederländischen Militärs und diente während der Zeit des Ersten Weltkrieges (in denen die Niederlande neutral waren) der Pilotenausbildung.
Nach der deutschen Besetzung der Niederlande durch die deutsche Wehrmacht im Mai 1940 wurde die Basis von der Luftwaffe ausgebaut und im weiteren Verlauf des Zweiten Weltkrieges als Fliegerhorst genutzt. Die Luftwaffe hatte mehrere Flugzeugtypen in Soesterberg stationiert. Sie flogen Luftangriffe gegen England und britische Konvois in der Nordsee. Gruppen der Kampfgeschwader 4 (KG 4) und 40 (KG 40) nutzten die Basis. Erstere erhielt während der Luftschlacht um England, sie flog damals die He 111H/P, im Oktober 1940 Besuch vom Oberbefehlshaber der Luftwaffe Hermann Göring. Die zweite Gruppe der letzteren (II./KG 40) lag hier zwischen August 1941 und März 1943 und flog mit ihren Do 217 Luftangriffe gegen britische Konvois in der Nordsee.
Die Do 217E/K des Stabs des Kampfgeschwaders 2 (KG 2) lagen hier von Ende 1941 bis Anfang 1944, zeitweise kamen Gruppen des gleichen Geschwaders hinzu. Gegen Ende ihrer Stationierung in Soesterberg nahmen die Bomber am Unternehmen Steinbock teil. Daneben lagen hier auch Jäger zur Bekämpfung der westalliierten Luftangriffe. Diese richteten auch auf dem Fliegerhorst Soesterberg mehr und mehr Schäden an und im September 1944 musste die Nutzung nach verstärkten Bombardierungen im Zusammenhang mit der Operation Market Garden eingestellt werden.
Nach Kriegsende wurde die Basis von Grund auf durch die Niederlande neu errichtet und konnte im August 1951 von der KLu in Betrieb genommen werden, die sie zunächst als Basis zur Luftverteidigung verwendeten. Später waren hier T-33 Trainer stationiert.
Nach Beginn des Kalten Krieges 1947 verstärkten die USA ihre Militärpräsenz in Europa wieder und Soesterberg wurde ab 1954 neben der niederländischen Vliegbasis auch eine amerikanische Air Base. Die US Air Force operierte von einem Bereich des Geländes aus, der zu Ehren der ersten holländischen Siedlung in der neuen Welt, dem heutigen New York City, als Camp New Amsterdam bezeichnet wurde.
Im November 1954 traf aus RAF Manston kommend die 512th Fighter-Day Squadron mit ihren F-86F in den Niederlanden ein. Diese wurde 10 Monate später in 32d Fighter-Day Squadron umbenannt und dem 36. Geschwader in Bitburg unterstellt. Die Einheit behielt bis zu ihrer Auflösung 1994 die Nummer "32", die Bezeichnungen wurden mehrfach geändert. Nach einer ersten Umrüstung auf die F-100 im Jahre 1956 erfolgte ab 1959 eine weitere auf die F-102A, die 1969 wiederum der F-4E Platz machten. Diese wichen schließlich 1978 zunächst den F-15A/B. Diese wurden nach weniger als zwei Jahren durch die moderneren C/D-Varianten ersetzt. Die USAFE zogen ihre F-15C/D 1994 ab und die 32d Fighter Group, so die seinerzeitige Bezeichnung, wurde als Jagdverband aufgelöst.
Die KLu nutzte ihren Teil des Flugplatzes parallel neben der USAFE weiter. So lag hier von 1968 bis 1992 die 334. Sqn. mit 12 F-27-100 und 300M Transportern sowie ab 1969 zusätzlich die 298.Sqn. mit Alouette III Hubschraubern.
Die niederländischen Streitkräfte betrieben die Basis nach Abzug der USAFE noch anderthalb Jahrzehnte als Hubschrauberstützpunkt alleine weiter und beendeten 2008 den militärischen Flugbetrieb. Hier lagen zuletzt die 298. Sqn., die 1995 auf die CH-47D umgerüstet hatte, und daneben ab 1995 die Cougar Mk.2. der 300. Staffel. Diese erhielt später zusätzlich die Alouette III. Beide Staffeln wurden von hier nach Gilze Rijen verlegt.

## Sonstiges
Auf dem Gelände wurden zwei Mahnmale errichtet, eines für gefallene Flieger und eines für 33 von den Deutschen in einem nahegelegenen Gehölz ermordete Widerstandskämpfer.
Daneben befindet sich in Soesterberg das Museum der niederländischen Militärluftfahrt.